# Heinrich II. von Finstingen

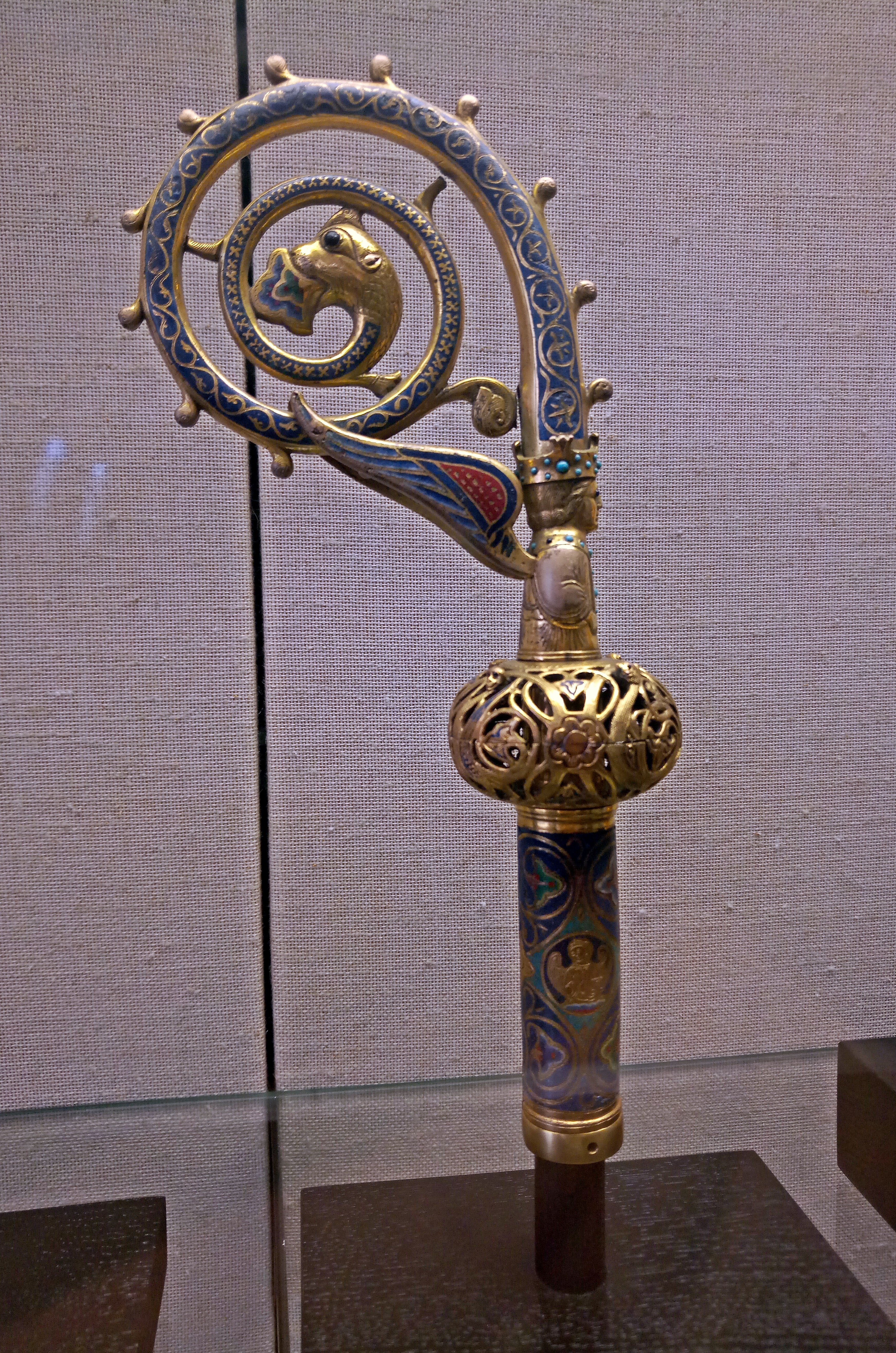
Krümme des Bischofsstabs von Heinrich II. von Finstingen

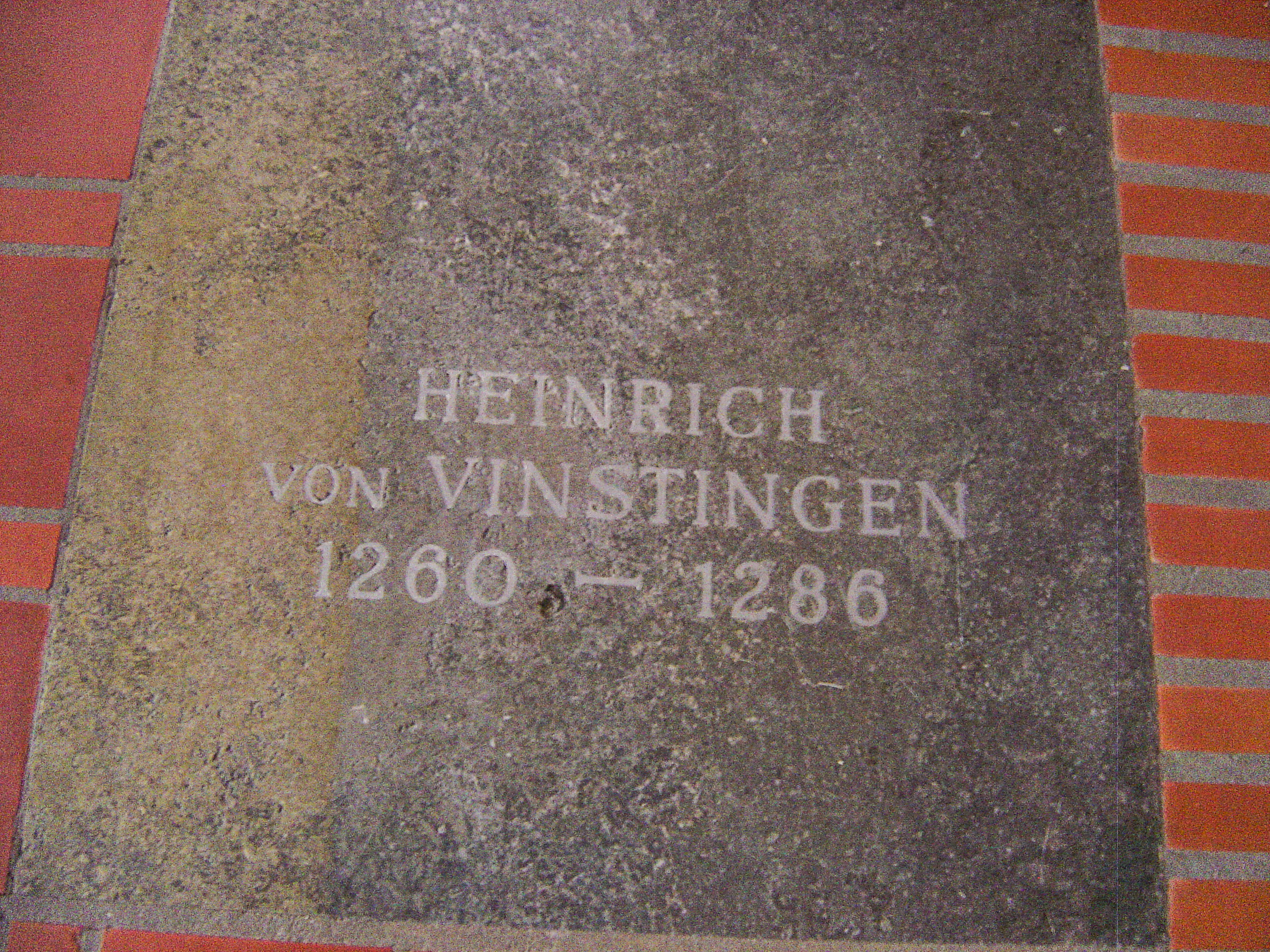
Grabstein von Heinrich II. von Finstingen, Trierer Dom

Heinrich II. von Finstingen (auch Heinrich von Vinstingen; * auf Burg Malberg bei Kyllburg; † 26. April 1286 in Boulogne-sur-Mer) war von 1260 bis 1286 als Heinrich II. Erzbischof und Kurfürst von Trier.

## Leben
Heinrich II. von Finstingen stammte aus dem Geschlecht der Herren von Malberg und Finstingen (frz. Fénétrange), einem Adelsgeschlecht aus der Eifel und Lothringen. Er war ein Sohn von Merbodo von Malberg. Zuerst war Heinrich Domdechant in Metz und wurde dann im August 1260 nach zweifelhafter Wahl von Papst Alexander IV. zum Erzbischof von Trier ernannt. Zuvor hatte das Domkapitel Arnold von Schleiden und Heinrich von Bolanden gewählt. Der Papst erkannte keinen der Gewählten an und ernannte stattdessen Heinrich zum Erzbischof. Seine ersten Regierungsjahre waren von kriegerischen Auseinandersetzungen überschattet. So strebten die Bürger von Koblenz nach mehr Unabhängigkeit. Heinrich ließ ab 1277 die Alte Burg in Koblenz als eine Zwingburg gegen die Unabhängigkeitsbestrebungen anlegen. Bereits 1262 belagerte er die Burg Schwarzenberg bei Wadern. Er gründete 1272 ein Kollegiatstift in Kyllburg, welches in der Westeifel große Bedeutung als geistliches Seelsorgezentrum erlangte. Um seine Interessen gegen Kurköln zu sichern, entstand ab 1280 in Mayen die Genovevaburg. In Münstermaifeld vollendete er die Mitte des 13. Jahrhunderts durch Kurfürst Arnold II. von Isenburg begonnene Stadtbefestigung.
Heinrich II. von Finstingen starb auf einer Wallfahrt nach Frankreich und liegt im Trierer Dom begraben. In seinem Grab fand Domkapitular Johann Nikolaus von Wilmowsky 1851 die Krümme des Bischofstabes von Finstingens. Sie ist heute Bestandteil des Trierer Domschatzes.